# 赤羽賢司
赤羽 賢司（あかばね けんじ、1926年〈大正15年〉11月20日 - 2015年〈平成27年〉4月22日）は、日本の天文学者。東京大学名誉教授。専門は電波天文学。日本物理学会および電子情報通信学会のフェロー会員。
長野県東筑摩郡寿村（現松本市）生まれ。旧姓は青木。

## 略歴
- 旧制松本中学（長野県松本深志高等学校）、松本高等学校理科卒業。
- 1951年：東京大学工学部物理工学科卒業。助手として東京天文台（現・国立天文台）に入り、畑中武夫に天文学を学ぶ[1]。
- 1960年：理学博士。
- 1961年：東京大学助教授。
- 1969年：東京大学教授。
- 1982年：野辺山宇宙電波観測所長に就任（東京大学教授と併任）。
- 1984年：第22回電子通信学会（のちの電子情報通信学会）業績賞を受賞。
- 1987年：東京大学を定年退官、富山大学教授となる。
- 1989年：紫綬褒章を受章。
- 1992年：松商学園短期大学（のちの松本大学松商短期大学部）教授となる。
- 1993年：松商学園短大学長に就任。
- 1997年：勲二等瑞宝章を受章[2]。
- 2015年4月22日：老衰のため死去[3]。88歳没。叙正四位[4]。

## 業績
- 日本最大の電波望遠鏡計画である45mミリ波電波望遠鏡および野辺山ミリ波干渉計（NMA）のプロジェクトマネージャーとして、その実現に尽力した。東京大学教授に昇進してから野辺山宇宙電波観測所長となるまでの13年間は、主にシステム設計や観測機器製造メーカーとの調整に当たっており、多くの弟子が製造機器メーカーに就職するなど、技術者を多数育てた。
- 理学部出身者の多い東京天文台（現：国立天文台）の中では珍しく工学部出身の技術畑の研究者であり、装置系の設計や観測機器の整備計画などでも多大な業績を残した。ただし、論文が日本語で書かれていたため、その業績は日本国外ではあまり知られていない。
- 天文台の建設計画では、工程管理を重視して事前の計画通りに建設作業を進め、プロジェクトを成功に導いた（一部、グレゴリアン式の光学系での設計を承認したため、その後に改良などのシステム変更を余儀なくされたことを残念に思っている）。

## 教え子
赤羽の弟子には川尻矗大、大師堂経明、海部宣男、平林久、井口哲夫、稲谷順司、福井康雄、長谷川哲夫、佐藤文男、加藤隆二、長井嗣信、春日隆、土井恒久らがいる。

## 著書

### 単著
- 『電波天文学・月と惑星の電波』（恒星社厚生閣 新天文学講座10 新版、1964年）
- 『宇宙と星の基礎知識・クエーサーとはなんですか』（講談社、1989年）

### 共著
- 『宇宙電波天文学』（共立出版）
- 『宇宙物理』（日本物理学会編）

### 共訳書
- 『銀河系の彼方』（共立出版）